# Don Taylor
Don Taylor (Freeport, Pennsylvania, 1920. december 13. – Los Angeles, 1988. december 29.) amerikai filmrendező, író és producer.

## Fontosabb filmjei
- 1988 - A nagy gyémánthajsza (The Diamond Trap - TV)
- 1987 - Ghost of a Chance (TV)
- 1986 - Classified Love (TV)
- 1985 - Going for the Gold: The Bill Johnson Story (TV)
- 1985 - Secret Weapons (TV)
- 1985 - Bűnös útjaim - Errol Flynn legendája (My Wicked, Wicked Ways… The Legend of Errol Flynn - TV)
- 1984 - Csecsemőcsere (He's Not Your Son - TV)
- 1983 - September Gun (TV)
- 1983 - Ghost Dancing (TV)
- 1983 - Listen to Your Heart (TV)
- 1982 - Apuci (The Drop-Out Father - TV)
- 1981 - Red Flag: The Ultimate Game (TV)
- 1981 - Broken Promise (TV)
- 1980 - The Promise of Love (TV)
- 1980 - A végső visszaszámlálás (The Final Countdown)
- 1979 - The Gift
- 1978 - Omen II: Damien
- 1977 - Dr. Moreau szigete (The Island of Dr. Moreau)
- 1977 - A Circle of Children (TV)
- 1977 - The Hemingway Play (TV)
- 1976 - Cserkészjátékok (The Great Scout and Cathouse Thursday)
- 1976 - A nyár visszhangjai (Echoes of a Summer)
- 1974 - Honky Tonk (TV)
- 1974 - Night Games (TV)
- 1973 - Tom Sawyer
- 1972 - The Manhunter (TV)
- 1972 - Heat of Anger (TV)
- 1971 - A majmok bolygója III. - A menekülés (Escape from the Planet of the Apes)
- 1970 - Wild Women (TV)
- 1969 - The Five Man Army
- 1968 - Something for a Lonely Man
- 1967 - Jack of Diamonds
- 1964 - Ride the Wild Surf
- 1963 - Rockabye the Infantry
- 1962 - Octavius and Me
- 1961 - Everything's Ducky
- 1960 - Full Speed for Anywhere